# Roberto Meraz
Roberto Ismael Meraz Bernal (Culiacán, 4 agosto 1999) è un calciatore messicano, centrocampista del Mazatlán.

## Caratteristiche tecniche
È un mediano.

## Carriera

### Club
Ha giocato nella prima divisione messicana con Atlético Morelia e Mazatlán.

### Nazionale
Nel 2018 con la nazionale Under-20 messicana ha disputato il campionato nordamericano Under-20.